# Злотоклос
Злотоклос (пол. Złotokłos) — село в Польщі, у гміні Пясечно Пясечинського повіту Мазовецького воєводства.
Населення — 1354 особи (2011).
У 1975-1998 роках село належало до Варшавського воєводства.

## Демографія
Демографічна структура станом на 31 березня 2011 року:
|          | Загалом | Допрацездатний вік | Працездатний вік | Постпрацездатний вік |
| -------- | ------- | ------------------ | ---------------- | -------------------- |
| Чоловіки | 655     | 149                | 444              | 62                   |
| Жінки    | 699     | 138                | 403              | 158                  |
| Разом    | 1354    | 287                | 847              | 220                  |